# Vattingsmalarna
Vattingsmalarna (tidagare benämnt Gnarps masugn) är ett fyra kilometer långt naturreservat och natura 2000-område i Nordanstigs kommun, norr om fiskeläget Sörfjärden.
Naturreservatet upptas av strandvallar, långgrunda havsvikar och stora klapperstensfält, på vissa ställen 500 meter breda. Innan för strandremsan växer en vindpinad, lågvuxen skog av tall och gran. I området finns ett flertal gravrösen från bronsåldern.
Naturreservatet hade sitt tidigare namn av den masugn som en gång låg vid Gnarpsån strax väster om Sörfjärden.